# Liste des volcans d'Arménie
Cet article recense les volcans d'Arménie. 

## Liste
| Nom             | Altitude | Dernière éruption | Coordonnées          |
| --------------- | -------- | ----------------- | -------------------- |
| Aragats         | +4 095,  | Holocène          | 40° 32′ N, 44° 12′ E |
| Dar-Alages      | +3 329,  | 2000 av. J.-C.    | 39° 42′ N, 45° 33′ E |
| Ghegam          | +3 597,  | 1900 av. J.-C.    | 40° 16′ N, 44° 45′ E |
| Porak           | +2 800,  | 778 av. J.-C.     | 40° 01′ N, 45° 47′ E |
| Tskhouk-Karckar | +3 000,  | 3000 av. J.-C.    | 39° 44′ N, 46° 01′ E |
| Armaghan        |          |                   |                      |